# Mylo Xyloto
Mylo Xyloto (phát âm tiếng Anh theo IPA: /ˈmaɪloʊ ˈzaɪlətoʊ/) là album phòng thu thứ năm của ban nhạc alternative rock Anh Coldplay. Album được phát hành đầu tiên ngày 19 tháng 10 năm 2011 bởi hãng EMI tại Vương quốc Anh, và sau đó phát hành trên toàn thế giới ngày 24 tháng 10. Trong album này nhóm tiếp tục hợp tác chặt chẽ với nhà sản xuất Brian Eno tiếp sau thành công của album thứ tư Viva la Vida or Death and All His Friends.
Mylo Xyloto đạt vị trí quán quân tại tổng cộng 34 bảng xếp hạng album trên toàn thế giới. Tại Vương quốc Anh, Mylo Xyloto là album thứ năm của Coldplay đạt vị trí quán quân ngay sau khi ra mắt, với doanh số 208.000 bản tiêu thụ được trong tuần đầu phát hành; đây là album nhạc rock bán chạy nhất Anh quốc trong năm 2011. Album cũng ra mắt tại vị trí quán quân tại Mỹ với doanh số 447.000 bản trong tuần đầu. Album lập một kỉ lục cho iTunes với số lượt tải về 500.000 bản trong vòng một tuần. Tính đến năm 2013, album đã bán được trên 8 triệu bản trên toàn thế giới.
Mylo Xyloto nhận được những đánh giá trái chiều/tích cực từ các nhà phê bình âm nhạc phương Tây, một số cho rằng album được sản xuất quá mức, một số khen ngợi giai điệu tươi vui và những âm thanh nhạc điện tử chưa xuất hiện trong những album trước đó. 2 bài hát "Paradise" và "Every Teardrop Is a Waterfall" nhận được tổng cộng 3 đề cử Grammy tại giải Grammy 2012, ngoài ra album này và "Charlie Brown" tiếp tục nhận 2 đề cử tại giải Grammy 2013.

## Đĩa đơn
Trước khi album được phát hành, nó đã được quảng bá bởi "Every Teardrop Is a Waterfall", đĩa đơn đầu tiên, ra mắt ngày 3 tháng 6 năm 2011 và đĩa đơn thứ hai "Paradise", ra mắt ngày 12 tháng 9.
"Charlie Brown" là đĩa đơn thứ ba từ album này. Nó phát hành ngày 23 tháng 1 năm 2012 tại Mỹ, 3 tháng 2 tại hầu hết các quốc gia và 12 tháng 3 tại Anh.
"Princess of China" là đĩa đơn tiếp theo, phát hành trên radio tại Mỹ ngày 14 tháng 2 năm 2012. Bài hát có sự tham gia của nữ ca sĩ Rihanna.
"Hurts Like Heaven" đã được phát hành ngày 27 tháng 7 năm 2012 đầu tiên tại Đức, và sau đó được phát hành trên radio Mỹ ngày 6 tháng 8.

## Danh sách bài hát
| Đánh giá chuyên môn  | Đánh giá chuyên môn |
| Điểm trung bình      | Điểm trung bình     |
| Nguồn                | Đánh giá            |
| -------------------- | ------------------- |
| Metacritic           | 65/100              |
| Nguồn đánh giá       |                     |
| Nguồn                | Đánh giá            |
| AllMusic             | [ 15 ]              |
| Chicago Tribune      | [ 16 ]              |
| The Daily Telegraph  | [ 17 ]              |
| Entertainment Weekly | C+                  |
| The Guardian         | [ 19 ]              |
| Los Angeles Times    | [ 20 ]              |
| NME                  | 5/10                |
| Pitchfork            | 7/10                |
| Q                    | [ 23 ]              |
| Rolling Stone        | [ 24 ]              |

Tất cả các ca khúc được viết bởi Guy Berryman, Jonny Buckland, Will Champion và Chris Martin.
| STT | Nhan đề                            | Thời lượng |
| --- | ---------------------------------- | ---------- |
| 1.  | "Mylo Xyloto"                      | 0:43       |
| 2.  | "Hurts Like Heaven"                | 4:02       |
| 3.  | "Paradise"                         | 4:37       |
| 4.  | "Charlie Brown"                    | 4:45       |
| 5.  | "Us Against the World"             | 3:59       |
| 6.  | "M.M.I.X."                         | 0:49       |
| 7.  | "Every Teardrop Is a Waterfall"    | 4:00       |
| 8.  | "Major Minus"                      | 3:30       |
| 9.  | "U.F.O."                           | 2:17       |
| 10. | "Princess of China" (with Rihanna) | 3:59       |
| 11. | "Up in Flames"                     | 3:13       |
| 12. | "A Hopeful Transmission"           | 0:33       |
| 13. | "Don't Let It Break Your Heart"    | 3:54       |
| 14. | "Up with the Birds"                | 3:45       |

| Bonus tracks tại Nhật | Bonus tracks tại Nhật                                            | Bonus tracks tại Nhật |
| STT                   | Nhan đề                                                          | Thời lượng            |
| --------------------- | ---------------------------------------------------------------- | --------------------- |
| 15.                   | "Charlie Brown" (Trực tiếp tại Glastonbury 2011)                 | 4:48                  |
| 16.                   | "Life Is for Living" (Trực tiếp tại Glastonbury 2011)            | 2:30                  |
| 17.                   | "Every Teardrop Is a Waterfall" (Trực tiếp tại Glastonbury 2011) | 4:38                  |

Credit khác
- "Every Teardrop Is a Waterfall" lấy một phần từ "Ritmo De La Noche" sáng tác bởi Alex Christensen, Harry Castioni, Bela Lagonda, Jeff Wycombe, và "I Go to Rio" sáng tác bởi Peter Allen, Adrienne Anderson.
- "Princess of China" lấy một đoạn nhạc từ "Takk..." sáng tác bởi Jón Þór Birgisson, Orri Páll Dýrason, Georg Hólm, Kjartan Sveinsson, biểu diễn bởi Sigur Rós.
- "Up with the Birds" lấy một đoạn nhạc từ "Driven by You" của Brian May. Một phần lời lấy từ "Anthem" của Leonard Cohen.

## Xếp hạng và chứng nhận
| Bảng xếp hạng (2011)                     | Vị trí cao nhất |
| ---------------------------------------- | --------------- |
| Album Úc (ARIA)                          | 1               |
| Album Áo (Ö3 Austria)                    | 2               |
| Album Bỉ (Ultratop Vlaanderen)           | 1               |
| Album Bỉ (Ultratop Wallonie)             | 1               |
| Brazilian Albums Chart                   | 5               |
| Canadian Albums Chart                    | 1               |
| Album Đan Mạch (Hitlisten)               | 2               |
| Album Hà Lan (Album Top 100)             | 1               |
| Album Phần Lan (Suomen virallinen lista) | 2               |
| Album Pháp (SNEP)                        | 1               |
| Album Đức (Offizielle Top 100)           | 1               |
| Greek Albums Chart                       | 2               |
| Album Ireland (IRMA)                     | 1               |
| Italian Albums Chart                     | 1               |
| Album Nhật Bản (Oricon)                  | 3               |
| Album México (Top 100 Mexico)            | 1               |
| Album New Zealand (RMNZ)                 | 1               |
| Album Na Uy (VG-lista)                   | 1               |
| Album Ba Lan (ZPAV)                      | 1               |
| Album Bồ Đào Nha (AFP)                   | 1               |
| Album Tây Ban Nha (PROMUSICAE)           | 3               |
| Album Thụy Điển (Sverigetopplistan)      | 1               |
| Album Thụy Sĩ (Schweizer Hitparade)      | 1               |
| Album Anh Quốc (OCC)                     | 1               |
| US Billboard 200                         | 1               |

| Bảng xếp hạng (2011)        | Vị trí |
| --------------------------- | ------ |
| Australian Albums Chart     | 10     |
| Bảng xếp hạng (2012)        | Vị trí |
| Australian Albums Chart     | 21     |
| Canadian Albums Chart       | 15     |
| Dutch Albums Chart          | 47     |
| Italian Albums Chart        | 19     |
| Mexican Albums Chart        | 60     |
| Spanish Albums Chart        | 18     |
| Swiss Albums Chart          | 20     |
| US Billboard 200            | 17     |
| US Alternative Albums Chart | 4      |
| US Digital Albums Chart     | 7      |
| US Rock Albums Chart        | 4      |

| Quốc gia                                                                           | Chứng nhận  | Số đơn vị/doanh số chứng nhận |
| ---------------------------------------------------------------------------------- | ----------- | ----------------------------- |
| Úc (ARIA)                                                                          | 2× Bạch kim | 140.000^                      |
| Áo (IFPI Áo)                                                                       | Vàng        | 10.000*                       |
| Bỉ (BEA)                                                                           | Bạch kim    | 30.000*                       |
| Canada (Music Canada)                                                              | 3× Bạch kim | 240.000^                      |
| Colombia (ASINCOL)                                                                 | Bạch kim    | 20.000                        |
| Đan Mạch (IFPI Đan Mạch)                                                           | 2× Bạch kim | 40.000^                       |
| Pháp (SNEP)                                                                        | 3× Bạch kim | 300.000*                      |
| Đức (BVMI)                                                                         | 3× Vàng     | 450.000^                      |
| Ireland (IRMA)                                                                     | 2× Bạch kim | 30.000^                       |
| Ý (FIMI)                                                                           | 3× Bạch kim | 180.000*                      |
| Nhật Bản (RIAJ)                                                                    | Vàng        | 100.000^                      |
| México (AMPROFON)                                                                  | Bạch kim    | 60.000^                       |
| Hà Lan (NVPI)                                                                      | 2× Bạch kim | 100.000^                      |
| New Zealand (RMNZ)                                                                 | 2× Bạch kim | 30.000^                       |
| Na Uy (IFPI)                                                                       | Bạch kim    | 30.000*                       |
| Bồ Đào Nha (AFP)                                                                   | Bạch kim    | 0^                            |
| Tây Ban Nha (PROMUSICAE)                                                           | Bạch kim    | 60.000^                       |
| Thụy Điển (GLF)                                                                    | Vàng        | 20.000‡                       |
| Thụy Sĩ (IFPI)                                                                     | 2× Bạch kim | 60.000^                       |
| Anh Quốc (BPI)                                                                     | 4× Bạch kim | 1.384.100                     |
| Hoa Kỳ (RIAA)                                                                      | Bạch kim    | 1.000.000^                    |
| Tổng hợp                                                                           |             |                               |
| Châu Âu (IFPI)                                                                     | 3× Bạch kim | 3.000.000*                    |
| * Chứng nhận dựa theo doanh số tiêu thụ. ^ Chứng nhận dựa theo doanh số nhập hàng. |             |                               |

## Thời gian phát hành
| Khu vực  | Ngày                 | Hãng đĩa                       | Định dạng        |
| -------- | -------------------- | ------------------------------ | ---------------- |
| Nhật Bản | 19 tháng 10 năm 2011 | EMI Music Japan                | CD, download, LP |
| Úc       | 21 tháng 10 năm 2011 | Parlophone                     | CD, download, LP |
| Đức      | 21 tháng 10 năm 2011 | Parlophone                     |                  |
| Thế giới | 24 tháng 10 năm 2011 | Parlophone                     |                  |
| Ba Lan   | 24 tháng 10 năm 2011 | EMI Music Poland               | CD, LP           |
| Italy    | 24 tháng 10 năm 2011 | EMI Music Italy                | Download         |
| Italy    | 25 tháng 10 năm 2011 | EMI Music Italy                | CD               |
| Bắc Mĩ   | 25 tháng 10 năm 2011 | Capitol Records                | CD, download, LP |
| Brasil   | 28 tháng 10 năm 2011 | EMI                            | CD               |
| Chile    | 31 tháng 10 năm 2011 | EMI                            | CD               |
| Colombia | 9 tháng 11 năm 2011  | EMI Music Colombia, Parlophone | CD               |